# 洛村
洛村（法語：Lods，法語發音：[lo]）是法国勃艮第-弗朗什-孔泰大区杜省的一个市镇，属于贝桑松区。洛村位于卢河东岸，依山而建，现已入选法国最美村庄名录。

## 地理
洛村（47°2'42"N, 6°14'53"E）面积6.25 平方千米，位于法国勃艮第-弗朗什-孔泰大區杜省，该省份为法国东部内陆省份，北起上索恩省，西接汝拉省，东部及东南部与瑞士接壤，东北部与贝尔福地区省接壤。
与洛村接壤的市镇（或旧市镇、城区）包括：拉旺维亚方、穆捷欧特皮埃尔、维亚方、莱普勒米耶萨潘。

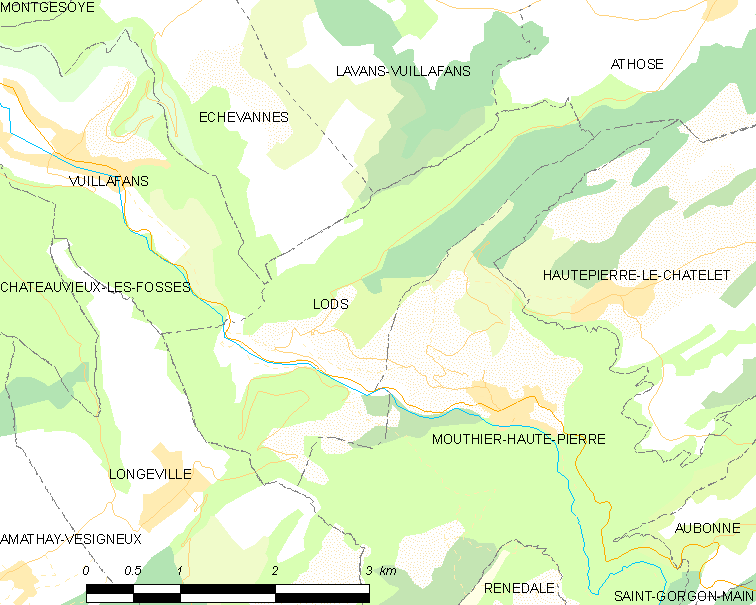
洛村的OSM定位图

洛村的时区为UTC+01:00、UTC+02:00（夏令时）。

## 行政
洛村的邮政编码为25930，INSEE市镇编码为25339。

## 政治
洛村所属的省级选区为奥尔南县。

## 人口

1962-2008年间洛村人口变化图示

洛村于2022年1月1日时的人口数量为244人。